# Сергеј Азаров
Сергеј Николајевич Азаров (рус. Серге́й Николаевич Азаров; блр. Сяргей Мікалаевіч Азараў, Сергеј Mikalajevič Azaraŭ; Минск, 19. мај 1983) белоруски је шаховски велемајстор (2003).
Азаров је освојио првенство Белорусије у 2001. и 2002. години (оба пута у Минску). У 2002. години, он је поделио прво место на турниру изазивача за Хастингс Шаховски Конгрес.
У 2003. години у групи U-20 на светском првенству у Нахчевану, он је завршио на другом месту иза Шакријара Мамеђарова. У 2005. години, освојио је друго место на Чешком опен турниру са седам поена из девет партија. У 2006. години је освојио пети Истанбул Шаховски фестивал. У 2009. години је освојио Бетин опен. На Светском шаховском купу 2011 , победио је Артјома Тимофејева у првом колу, али је у другом колу изгубио од Вугара Гашимова. 
У 2012. години, је завршио као десети у тај брејку на Европском појединачном првенству резултатом 8/11, што га је квалификовало Светском шаховском купу  2013.
Азаров је освојио 3. годишњи Континентални шаховски шампионат у Арлингтону, Вирџинија, САД у 2012. години, испред Сергеја Еренбурга. НаУ Вашингтонском Међународном првенству у августу 2012. године он је заузео пето место. У 2014. години Азаров је поделио прво и друго место са Акселом Бахманом на Капел ла Гранд Опену; касније исте године, у октобру, поделио је од првог до петог места са Тимуром Гаревим, Давидом Берчесом, Данијелом Народицким и Семом Шенкландом на првом Милионер шаховском Опену у Лас Вегасу.
Са Белорускоим националним тимом, учествовао је на Европски екипном шаховском шампионату у 2001 и 2003. године и на пет шаховских олимпијада у периоду између 2000. и 2008. На клупском нивоу је играо на Европском клупском Купу 2001. и 2003—2007. године за Веснијанка Минск. Од 2009. године је играо за украјински клуб A DAN DZO & PGMB Луганск. У Румунији, он игра за шаховски клуб Хидрокон Бакау, у Чешкој републици за BŠŠ Frýdek-Místek, и у Словачкој за ŠK Caissa Čadca.